# 西福克 (印地安納州)
西福克（英語：West Fork）是位於美國印地安納州克勞福德縣的一個非建制地區。該地的面積和人口皆未知。

## 地理
西福克的座標為38°14′01″N 86°31′35″W / 38.23361°N 86.52639°W，而該地的平均海拔高度為157米（即515英尺）。